# Дежуанне, Мишель
Мишель Дежуанне (фр. Michel Dejouhannet; 5 июля 1935, Шатору — 11 января 2019, Ле-Пуэнсоне) — французский шоссейный велогонщик, выступавший на профессиональном уровне в 1956—1967 годах. Победитель этапа «Тур де Франс» 1959 года, участник чемпионата мира в Зандворте и многих других крупных гонок на шоссе.

## Биография
Мишель Дежуанне родился 3 июля 1935 года в городе Шатору департамента Эндр, Франция.
Впервые заявил о себе в шоссейном велоспорте в 1955 году, выиграв несколько небольших любительских гонок во Франции.
Дебютировал на профессиональном уровне в сезоне 1956 года, присоединившись к французской команде Royal-Fabric. В это время выиграл критериум в Сент-Альвер, стал третьем в «Гонке двух мостов».
Начиная с 1957 года представлял команду Saint-Raphael-Geminiani. В дебютном сезоне в новом коллективе отметился победой на одном из этапов «Критериум Дофине», тогда как на другом этапе финишировал вторым. Кроме того, стал вторым в однодневной гонке в департаменте Вьенна.
В 1958 году победил на втором этапе «Тур де л’Од», был пятым на двух этапах «Тура Пикардии», принял участие в монументальной классической гонке «Париж — Рубе», где в итоговом протоколе расположился на 75-й строке. В это время становился победителем и нескольких менее престижных соревнований в отдельных регионах Франции.
В 1959 году в первый и единственный раз стартовал в супермногодневке «Тур де Франс», где являлся помощником своего знаменитого соотечественника Жака Анкетиля. Сумел выиграть восьмой равнинный этап протяжённостью 201 км между городами Ла-Рошель и Бордо, что стало наивысшим его достижением за всю спортивную карьеру, однако в ходе тринадцатого этапа сошёл с дистанции. Кроме того, был лучшим в гонке Circuit de l'Indre, финишировал вторым на двух этапах «Тур де Шампань», закрыл двадцатку сильнейших в классической гонке «Джиро ди Ломбардия». Попав в основной состав французской национальной сборной, принял участие в шоссейном чемпионате мира в Зандворте, где в групповой гонке профессионалов занял итоговое 16-е место.
В 1960 году выиграл один из этапов многодневной гонки «Париж — Ницца», в то время как на другом этапе стал третьим. Занял 39 место в монументальной классике «Милан — Сан-Ремо».
В 1961 году участвовал в «Гран-при дю Миди-Либр», но сошёл в ходе второго этапа.
Сезон 1962 года провёл в команде Peugeot-BP-Dunlop, но каких-то существенных успехов с ней не добился.
Впоследствии вплоть до 1967 года продолжал выступать в качестве независимого гонщика. Существенное влияние на карьеру Дежуанне оказала влияние диагностированная ему лейкемия, однако в конечном счёте гонщику удалось побороть болезнь.
Умер 11 января 2019 года в коммуне Ле-Пуэнсонне в возрасте 83 лет. Похоронен на кладбище Сен-Дени в Шатору.